# Dahlia Salem
Dahlia Salem, née le 21 novembre 1971 à New York, est une actrice américaine. Elle a joué le rôle de Sofia Carlino dans Another World, et celui de Claire Walsh dans Hôpital Central. Après son inscription à l'université de Boston, Salem a commencé à explorer son intérêt pour la comédie en se produisant dans plusieurs production du collège comme Othello et le Blues Biloxiet a obtenu une nomination pour le Prix Ryan Irene pour son interprétation de Helena dans RUR. Après avoir eu son diplôme, Salem a été acceptée dans le Circle in the Square Theater Conservatory program à New York, où elle a étudié pendant deux ans.
Après avoir terminé le Conservatoire, Salem a signé avec un agent et décroche le rôle de l'impertinente et passionnée Sofia Carlino sur la NBC dans Another World. Après trois ans comme Sofia, Salem a décidé de poursuivre une carrière à la télévision en prime time et le film.

## Filmographie
- 1995 - 1998 : Another World : Sofia Carlino
- 2000 : Un agent très secret (2 épisodes, « Le feu et la glace » and « Combustions ») : Femme / Miss Avalona
- 2000 : New York 911 (1 épisode, « Les Montagnes de l'Himalaya ») : Sheila
- 2001 : Plongée mortelle (Téléfilm) : Alison Gaddis
- 2001 : New Port South de Kyle Cooper : Kameron
- 2002 : Espions d'état (1 épisode, « Faux semblant »)
- 2002 : The Legacy (téléfilm)
- 2003 : Les Experts (1 épisode, « La Mort au tournant ») : Elaine Alcott
- 2003 : Agence Matrix (1 épisode, « Soldat dans l'âme ») : DEA Agent Maria Cruz
- 2003 : Alaska (Téléfilm) : Allison Harper
- 2003 : Peacemakers (1 épisode, « A Town Without Pity ») : Sabrina Hamilton
- 2003 : JAG (1 épisode, « Le vantard ») : Ginny Serrano
- 2005 : Eyes (1 épisode, « À bout portant ») : Elisa Cruz
- 2005 : Un gars du Queens (1 épisode, « Sandwiched Out ») : Waitress
- 2005 - 2006 : Urgences (7 épisodes) : Dr. Jessica Albright
- 2006 : Dr House (1 épisode, « Insomnies ») : Max
- 2006 : Les experts Miami (1 épisode, « L'un des nôtres ») : FBI Agent Heather Landrey
- 2006 : Esprits criminels (1 épisode, « Après la pause / Le Violeur Gentleman ») : Maggie Callahan
- 2006 : Une sœur encombrante (Téléfilm) : Kate Brennan
- 2006 : Justice (2 épisodes, « Coup de fusil » and « Fête de Noël ») : DA then DDA Susan Hale
- 2007 : The Nines de John August : Elle-même
- 2007 : Army Wives (1 épisode, « Personne n'est parfait ») : Belinda Greer
- 2009 : Paul Blart: Super vigile de Steve Carr : Mère
- 2009 : Médium (1 épisode, « La femme aux deux visages ») : Harmony Fletcher
- 2009 : Les Chemins de l'espérance (Téléfilm) : Mabel Mcqueen
- 2009 : Castle (1 épisode, « La Cinquième Balle ») : Tory Westchester
- 2010 : Forgotten (1 épisode, « Don de soi ») : Dr. Mallory Messenger
- 2010 - 2011 : Hôpital central (133 épisodes) : Claire Walsh
- 2011 : US Marshals (1 épisode) : Winnie Kirsh
- 2011 : Championnes à tout prix (1 épisode) : Winnie
- 2012 : Private Practice (1 épisode) : Gloria Murphy
- 2012 : Touch (1 épisode) : Jeweler
- 2013 : Body of Proof (1 épisode) : ADA Gwen Jones
- 2014 : Cut! de David Rountree : Chloe Joe
- 2015 : Les Experts : Cyber (1 épisode) : Jane Bruno
- 2016 : NCIS : Enquêtes spéciales (1 épisode) : Maria De La Rosa